# Kühne Logistics University
De Kühne Logistics University – Wissenschaftliche Hochschule für Logistik und Unternehmensführung (Wetenschappelijk Instituut voor Logistiek en Ondernemend leiderschap) (KLU) is een particuliere en erkende universiteit in Hamburg, Duitsland. 
De universiteit werd in 2010 opgericht door de Kühne Stiftung (Kühne Stichting), in Schindellegi, Zwitserland. De aanbestedende instantie is The Kühne Logistics University GmbH. De non-profitstichting ondersteunt opleidingen en nascholing, onderzoek en wetenschappelijke inspanningen op het gebied van transport en logistiek. 
De KLU bestaat uit twee afdelingen, namelijk "Logistiek" and "Management en Economie" en omvat een heel scala aan universitaire opleidingen en executive education: van diverse bachelorgraden en twee masterprogramma’s tot een promotietraject. De KLU ligt in het HafenCity gebied van Hamburg en alle lessen worden in het Engels gegeven.